# Alex Gilbert
Alex Gilbert (nascido a 1 de Abril de 1992) é um defensor da adoção na Nova Zelândia. É conhecido como o fundador e criador do projeto mundial de adoção I’m Adopted, estabelecido 2015. Antes disso, em 2013, encontrou pela primeira vez os seus pais biológicos na Rússia, ao utilizar plataformas de redes sociais russas.
A sua história original foi transmitida primeira vez no programa de atualidades Sunday, emitido no canal neozelandês TV One. Alex também participou já em vários debates e programas de televisão a fim de contribuir para temas relacionados com a adoção na Nova Zelândia e Rússia.

## Vida Inicial
Alex Gilbert nasceu a 1 de Abril de 1992 em Arkhangelsk, Rússia, filho de Tatiana Gusovskaia e Mihail Kovkov. Gilbert foi colocado num orfanato russo em Arkhangelsk quando nasceu, por decisão da sua mãe biológica. Foi adotado, juntamente com o seu irmão Andrei, em 1994 pelos seus pais neozelandeses Mark e Janice Gilbert. Cresceu em Whangarei, Nova Zelândia.

Em Novembro de 2013, Gilbert viajou para a Rússia a fim de conhecer os seus pais biológicos pela primeira vez. A sua história de adoção foi transmitida no programa de atualidades Sunday, emitido no canal neozelandês TV One, que seguiu a sua busca pelos pais biológicos durante 2013. Também escreveu e lançou o seu livro autobiográfico My Russian Side em 2014.´

## Carreira
Em Julho de 2015, Gilbert fundou a I’m Adopted, uma organização sem fins lucrativos onde outras pessoas adotadas podem partilhar as suas histórias pessoais. O projeto é uma plataforma que ajuda os adotados de todo o mundo a partilharem as suas próprias experienciais pessoais de adoção através das redes sociais. Gilbert lançou a versão russa de I’m Adopted (Я Приёмный Ребёнок) em Maio de 2016, uma semana após ter sido reconhecido pela Rainha de Inglaterra pelo seu projeto. O projeto também trabalha com o intuito de levar pessoas adotadas a conhecerem-se mutuamente. O projeto está atualmente disponível nos idiomas inglês, russo, espanhol e italiano.
Gilbert também participou no programa ‘Let Them Talk’ do canal russo Channel One, em Dezembro de 2015, na cidade de Moscovo, Rússia. Participou igualmente na versão russa de Anatomy of the Day. Durante o programa, um adotado norte-americano agradeceu-lhe pessoalmente a oportunidade de partilhar a sua história no projeto I’m Adopted. Gilbert já participou em vários programas de rádio e notícias para debater a sua defesa pela adoção.
Gilbert também tem estado associado à agência da adoção neozelandesa Inter Country Adoption New Zealand no que diz respeito a ações de caridade e tem falado publicamente com o objetivo de aumentar a conscientização para as adoções internacionais através da caridade. 
Fora do espetro da sua defesa da adoção, Gilbert trabalha como produtor de campo de televisão e, esporadicamente, como operador de câmara. Entrou para a Escola South Seas Film and Television em 2011 a fim de estudar cinema e televisão.

## Livros
2014: My Russian Side
2018: I'm Adopted